# Associação Atlética Rioverdense
L'Associação Atlética Rioverdense est un club brésilien de football basé à Rio Verde dans l'État de Goiás.